# Molich 10 M
Molich 10 Meter, ofte skrevet Molich-X-Meter, er en 12-meters sejlbåd tegnet i 1972-73 i Hundested af Poul Molich efter idé af Jan Ebert og Peter Holm. De første to både blev støbt samtidig, men det var kun Den 2 (Styrbjørn) der nåede at blive færdig til Sjælland-rundt i 1974, også kun fordi Den 1 (Maja) blev sat på pause ugerne op til. Styrbjørn blev færdig natten før Sjælland-rundt 1974 og blev trukket fra Hundested til Helsingør af en speed båd for at nå starten. Den 1 blev færdig få uger efter Sjælland rundt. Produktionen stoppede i 1991, men det er stadig muligt at få bygget en på Hundested Bådebyggeri. Prisen for en ny Molich 10 Meter ligger omkring en million, mens en brugt fås for det halve. Sejlmærket ligner et X, altså 10 i romertal.

## 10 eller 12 meter?
Molich 10 Meteren er 12 meter over alt, men kun 10 meter i vandlinien. Derfor er den længere, end 10-metere normalt er. Det er en båd, der sætter sejlegenskaber langt højere end komfort. Således er ståhøjden under dæk kun 1,52 m. Til gengæld er den lang.

## Indretning
Der er bygget ca. 50 både med forskellige indretninger. Det mest normale er dog en traditionel aptering med to køjer i forkahytten, der er placeret midtskibs, og to køjer i hovedkahytten. Desuden findes oftest en stikkøje om bagbord og en kistebænk om styrbord. Desuden er der god plads til at stuve sejlene væk foran begge kahytter samt agter.
Maden tilberedes lige under skydeklappen, for at udluftningen skal være optimal, og kokken skal have plads til at stå op.

## Sejlads
Molich-X-Meteren er en hurtig båd, med et LYS- (SRS-)tall på 1,24. Gennem 70'erne og 80'erne har båden sat mange omsejlingsrekorder, bl.a. havde båden i mange år omsejlingsrekorden på Sjælland Rundt (Sølvspiler-pokalen) samt Danmark Rundt. I god vind løber den let 7 knob på kryds.
Rigtigt trimmet går Molichen godt på alle kurser. Molich-X-meterens retningsstabilitet er ganske enkelt uovertruffen.
Der findes to forskellige ror til Molichen: Det oprindelige med en stor forfinne og en nyere udgave uden forfinne kaldet et spaderor. Det oprindelige ror bevirkede, at båden aldrig skar op på hård spilersejlads samt var meget kursstabil, men til gengæld var den svær at manøvre på lidt plads. De både, der er bygget efter 1984 er forsynet med spaderor, og mange af dem, der er bygget før 1984 har også skiftet roret ud. De nye ror giver en lidt mere levende båd, der er hurtigere at vende.
Stævnen er skarp og dyb, mens agterskibet er fladt og bredt. Det bevirker, at Molichen kan blive på bølgerne længere end de fleste andre både og dermed give en mere rolig sejlads, der kan holde søsygen lidt på afstand.
Ylvaen er den båd, der minder mest om Molichen.